# Стінгрей (танк)
Стінгрей (англ. Stingray) — американський легкий танк, розроблений в 1983–1984 роках в ініціативному порядку компанією «Кадиллак Гейдж Текстрон» (Cadillac Gage Textron) — на експорт і для участі в програмі AGS (Armoured Gun System).

## Історія створення і виробництва
Через те, що програма AGS (бойові броньовані системи) зазнала невдачі у конкурсі, Stingray став єдиною моделлю, якою зацікавилась не армія США, а Таїланд.
Розроблюваний на експорт компанією Cadillac Gage Textron танк Stingray був вперше представлений громадськості в жовтні 1984 року. Cadillac Gage удосконалила ходову частину та башту. У 1986 році перший прототип був відправлений до Таїланду, між тим другий зразок був відданий конструкторам для визначення програми виробництва.
У жовтні 1987 року таїландський контракт був підписаний, в період з 1988 по 1990 роки необхідно було поставити 106 танків. У 1987 році в Малайзії пройшли випробування першого прототипу, ніяких комерційних угод укладено більше не було, у 2003 році Малайзія придбала 48 польських танків РТ91. На сьогодні Таїланд залишається єдиним клієнтом для танка Stingray.
Удосконалюючи Stingray, керівництво Cadillac Gage мало на меті просування двох товарів: танка Stingray і його башти. Насправді продаж останньої представлялася в рамках модернізації застарілих танків, адже башту досить легко замінити. Враховуючи цю перспективу, компанія Cadillac Gage представила шасі танка М41, оснащене баштою калібру 105 мм. Якби ідея не була хорошою, вона б не привернула серйозного інтересу з боку багатьох власників застарілих танків, які воліють модернізації менш радикальні та дорогі рішення.

## Модифікації
- Stingray — базова модель, перший передсерійний екземпляр виготовлений в серпні 1984 року. У 1987 році почалося виробництво 106 серійних танків для Таїланду, загальна вартість контракту склала близько 150 млн доларів.

- Stingray II — перший примірник виготовлений в кінці 1996 року. Бойова маса 22,6 тонни. Модернізований двигун (потужність зросла до 550 к.с.), встановлений лазерний далекомір, однак боєкомплект гармати зменшений до 32 снаряди.[2]

## Тактико-технічні характеристики
БОЙОВА МАСА: т — 21,2.
ЕКІПАЖ, чол.: 4.
РОЗМІРИ, мм: довжина — 9300, ширина — 2710, висота — 2550. кліренс — 460.
ОЗБРОЄННЯ: 1 гармата LRF калібру 105 мм, 1 спарений кулемет М240 калібру 7,62 мм, 1 кулемет М2 калібру 12,7 мм, 8 димових гранатометів, БОЄКОМПЛЕКТ: 32 пострілу, 2400 патронів калібру 7,62 мм, 1100 патронів калібру 12,7 мм. Стабілізатор озброєння: двухплоскостной.
ПРИЛАДИ ПРИЦІЛЮВАННЯ: комбінований денний / нічний приціл навідника М36Е1 (можлива заміна на приціл M36E1 SIRE з інтегрованим лазерним далекоміром або тепловізором), комбінований денний / нічний приціл командира NV-52, цифровий балістичний обчислювач фірми GEC-MARCONI.
ДВИГУН: Detroit Diesel 8V-92TA. дизель потужністю 535 к.с, при 2300 об/хв.
ТРАНСМІСІЯ: Allison XTG-411-2A. автоматична.
ШВИДКІСТЬ МАКС: 67 км/год.
ЗАПАС ХОДУ: 483 км.
ЗАСОБИ ЗВ'ЯЗКУ: радіостанція і переговорний пристрій.

## Конструкція
У конструкції танка були широко використані вузли і деталі, запозичені у раніше розроблених і тих, які вже перебували на озброєнні зразків бронетехніки, що дозволило скоротити терміни і зменшити вартість розробки бойової машини.

### Броньовий корпус і башта
Танк має класичне укомплектування, з розташуванням відділення управління в передній частині корпусу, бойового — в середній і моторно-трансмісійного відділення в кормовій частині. Корпус танка - зварений, виготовлений з листів броньовий сталі високої твердості типу «Кедлой» (Cadloy). Лобові листи корпусу розташовані під великими кутами нахилу.
Бронювання корпусу забезпечує круговий захист від 7,62-мм бронебійних куль і осколків снарядів. Фронтальна проєкція може протистояти обстрілу 14,5-мм бронебійними кулями.
Механік-водій розташовується по центру машини в передній частині корпусу. В кришку люка механіка-водія вмонтовані три перископи, що забезпечують поле зору 120 градусів. Центральний перископ може бути замінений приладом нічного бачення.
Тримісна башта танка зварна, виготовлена зі сталевої броні та забезпечує той же рівень захисту, що і броня корпусу. Конструкція башти передбачає можливість її установки на танк M41, бронемашину V-600 та інші шасі виробництва компанії «Cadillac Gage» масою понад 13 тонн. Застосування плоских плит в конструкції башти дозволяє надалі посилити броньовий захист без значної переробки.
Командир розташовується у башті праворуч, навідник сидить попереду і нижче, заряджальний — зліва від гармати. Навідник має комбінований приціл M36E1 фірми «Оптик-електронік», вмонтований в дах башті. Замість нього може бути встановлений комбінований приціл M36E1 IPE з лазерним далекоміром або тепловізором. Командир має комбінований приціл і сім перископічних приладів спостереження.
Поворот башти і підйом стволу гармати здійснюються за допомогою електрогідравлічної системи з дублюючим ручним приводом. Башта може повертатися на 360 градусів зі швидкістю 40 градусів в секунду.

### Озброєння
Основним озброєнням танка є 105-мм нарізна гармата L7A3 (модернізований варіант гармати танка M1 Abrams, оснащена дульним гальмом, новими пристроями противідкотів і люлькою і зміненим ежектором — все це дозволило вдвічі знизити силу відкоту, діючу на цапфи при пострілі).
Як допоміжне озброєння на танку встановлені спарений з гарматою 7,62-мм кулемет, а також великокаліберний 12,7-мм зенітний кулемет M2HB. З боків башті встановлені блоки з чотирьох димових гранатометів з електроприводом.
Боєкомплект становить 30 штук 105-мм снарядів, 2400 штук 7,62-мм патронів і 1100 штук 12,7-мм патронів, а також 16 димових гранат.

### Прицільна здатність
Система керування вогнем італійської фірми «Марконі» окрім прицілів включає пульт управління командира, датчики швидкості бічного вітру і кута нахилу цапф гармати, балістичний обчислювач, привід підйомно-поворотного механізму гармати і башти. Характерною особливістю є вбудований тренажерний пристрій, в якому обчислювач може синтезувати в поле зору прицілу зображення цілей, дозволяючи проводити навчання навідників.
На танку встановлена стандартна фільтровентеляційна установка M13A1. На вимогу замовника на танку можуть бути встановлені радіостанції різних моделей, внутрішній переговорний пристрій, навігаційна апаратура, система димопуску.

### Двигун і трансмісія
У МТО танка поперечно встановлений 8-циліндровий дизель 8V-92TA компанії Detroit Diesel потужністю 535 к.с. Він пов'язаний з автоматичною трансмісією XGT-411-2A «Аллісон». З метою знизити тепловипромінювання силової установки, вихлопні гази двигуна змішуються з потоком повітря від системи охолодження в вихлопному колекторі, який встановлений в кормовій частині машини.

### Ходова частина
Підвіска індивідуальна торсіонного типу, створена на базі підвіски 155-мм самохідної гаубиці M109 і складається з шести обгумованих здвоєних опорних ковзанок, трьох підтримувальних роликів (від легкого танка M41), провідного колеса (у кормовій частині) і напрямного колеса (попереду корпусу). На першому, другому та шостому опорних ковзанках встановлені гідроамортизатори.
Гусениці двухпальцеві з гумовими накладними подушками, шириною 380 мм.